# Téléphone dentaire
Le téléphone dentaire est un canular datant de 2002. Cette « invention » est un projet graphique conçu et réalisé par James Auger et Jimmy Loizeau pour une exposition au Science Museum de Londres. C'est l'image publicitaire d’une dent artificielle contenant, miniaturisés, un récepteur d’ondes radio, associé à un vibreur exploitant la conduction osseuse pour servir d'écouteur. Le texte d'accompagnement, également dans le style publicitaire, annonce qu'un « dispositif de sortie audio miniature et un récepteur implantés dans une dent au cours d’une banale opération de chirurgie dentaire » allait « bouleverser le domaine de la communication personnelle, par une forme de télépathie électronique ». Un téléphone mobile modifié assurerait la communication avec le réseau.

## Couverture médiatique en2002
Le projet suscite beaucoup de réactions, et est inclus dans la liste des meilleures inventions de 2002 de Time Magazine,. Il est aussi couvert notamment par BBC News, CBS News, CNN (qui réalise un sondage « Voudriez-vous un téléphone implanté dans votre dent ? », auquel les lecteurs répondent « non » à près de 90 %), The Sun, New Scientist, Wired, ZDNet, CNET ; Sky News réalise une interview télévisée des deux auteurs.

## Révélation du canular en2006
Le projet est dévoilé en 2006 comme le canular de deux étudiants en arts graphiques,. Ils ont, dans l'espace de ces quatre années, lancé une nouvelle légende urbaine, des internautes s'interrogeant sur la possibilité d'utiliser le dispositif imaginaire pour toutes sortes de fins, qu'il soit implanté à l'insu d'un sujet qui se mettrait à « entendre des voix » ou qu'il serve pour des opérations d'espionnage.
En 2012, Auger revient sur ce projet dans sa thèse de doctorat. En 2013, il présente leur travail comme une expérience de pensée, tout en maintenant l'ambiguïté sur sa réalisation.
Par la suite, une technologie d'audioprothèse recourant à la conduction osseuse depuis une prothèse dentaire, amovible contrairement au projet d'Auger et Loizeau, est développée par la société Sonitus Medical aux États-Unis sous la marque SoundBite (en) ; elle est ensuite améliorée par Sonitus Technologies comme moyen de communication pour l'armée des États-Unis.